# Atropo (Goya)
Atropo o Le Parche (in spagnolo Átropos o Las Parcas) è un dipinto a olio su intonaco trasportato su tela del pittore spagnolo Francisco Goya e conservato al museo del Prado di Madrid facente parte delle quattordici pitture nere dipinte tra il 1819 e il 1823. Goya in preda alla disperazione mentale e fisica creò la serie direttamente sulle pareti interne della casa conosciuta come la Quinta del Sordo, acquistata nel 1819.
Probabilmente occupava una posizione al secondo piano della casa accanto al Duello rusticano e di fronte alla Visione fantastica. Come il resto delle pitture nere, fu trasferito su tela nel 1873-1874 sotto la supervisione di Salvador Martínez Cubells, curatore del Museo del Prado. Il proprietario, il barone Emile d'Erlanger, donò le tele allo stato spagnolo nel 1881, e ora sono esposte al Prado.

## Descrizione
Il dipinto è una reinterpretazione del soggetto mitologico delle dee del destino, le Moire o destini come raccontato in Omero, Esiodo, Virgilio e altri scrittori classici. Queste "Figlie della Notte" erano capeggiate da Atropo, l'inesorabile dea della morte, che porta con sé alcune forbici per tagliare il filo della vita; Cloto, con la sua conocchia (che Goya sostituisce con una bambola o un neonato, forse un'allegoria della vita), e Lachesi, quella che gira, che in questa rappresentazione guarda attraverso una lente o in uno specchio e simboleggia il tempo, poiché era colei che ha misurato la lunghezza della fibra. Alle tre figure femminili sospese in aria si aggiunge una quarta figura, forse maschile, le cui mani sono legate dietro di lui come se fosse prigioniero. Se questa interpretazione è vera, i destini deciderebbero il destino dell'uomo le cui mani legate non possono essere opposte al suo destino. È stato ipotizzato che possa rappresentare Prometeo, che fu legato su una montagna e lasciato per essere ferito da un'aquila come punizione per aver rubato il fuoco dal Monte Olimpo.
La gamma di colori del dipinto è ridotta, tanto o anche di più rispetto alle altre pitture nere. Ciò rafforza un'atmosfera notturna e irreale, adeguata al soggetto mitico di quest'opera. Gli aspetti arbitrari e irrazionali hanno dato loro un posto come precursori dell'arte moderna.